# لوري غوتليب
لوري غوتليب (بالإنجليزية: Lori Gottlieb)‏ هي كاتِبة أمريكية، ولدت في 20 ديسمبر 1966.